# 학민사조

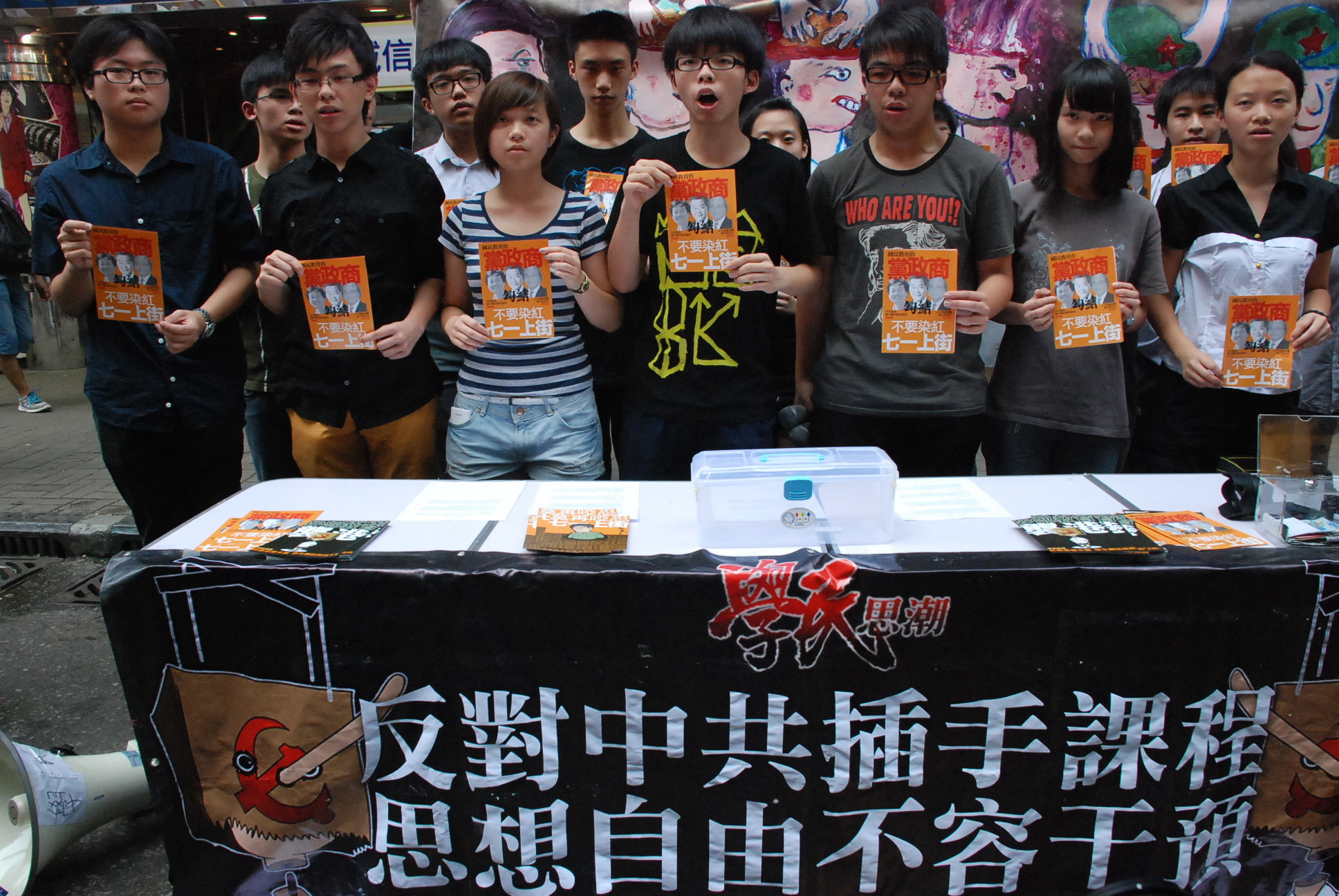
학민사조의 국민 교육을 반대하는 시위

학민사조(중국어: 學民思潮, 영어: Scholarism)는 2011년 5월 29일 설립된 홍콩의 학생 운동 조직이다. 학민사조는 그 구성이 1990년대에 태어난 중학생들을 중심으로 하고 있으며 홍콩 정부가 주관하는 국민 교육의 철회를 목적으로 한다. 창립자 및 현 단장은 조슈아 웡 및 이반 램이다.

## 명칭
학민사조의 '학민'은 학생 및 시민의 약자이다. 학생들도 시민의 의무를 이행해야 하며 따라서 적극적으로 사회 변혁을 위한 활동을 참여해야한다는 뜻이다. '사조'는 중국의 5·4 운동 당시 학생들의 이념처럼 중국의 전통 사상을 버리고 민주, 사상, 언론의 자유를 내세운다는 의미이다.